# کارمکس
کارمکس (انگلیسی: CarMax) شرکت تجارت خودروی آمریکایی است، که در سال ۱۹۹۳ تأسیس شد.